# Atsuhiko Ejiri
Atsuhiko Ejiri (江尻 篤彦 Ejiri Atsuhiko?,  nacido el 12 de julio de 1967 en Shizuoka) es un exfutbolista y actual entrenador japonés. Jugaba de centrocampista y su último club fue el JEF United Ichihara de Japón.

## Trayectoria

### Clubes
| Club                | País  | Año         |
| ------------------- | ----- | ----------- |
| JEF United Ichihara | Japón | 1990 - 1998 |